# Pabandom iš naujo!
Pabandom iš naujo! è stato un festival canoro lituano, il cui vincitore ha il diritto di rappresentare la Lituania all'Eurovision Song Contest.
È stato organizzato dall'emittente televisiva lituana Lietuvos Nacionalinis Radijas ir Televizija (LRT) tra il 2020 ed il 2023, in sostituzione del vecchio format Eurovizijos atranka. Il nome significa "Riproviamoci!" ed è tratto dal testo della canzone di Marijonas Mikutavičius Trys milijonai.

## Albo d'oro
| Anno | Artista        | Brano       |
| ---- | -------------- | ----------- |
| 2020 | The Roop       | On Fire     |
| 2021 | The Roop       | Discoteque  |
| 2022 | Monika Liu     | Sentimentai |
| 2023 | Monika Linkytė | Stay        |

## All'Eurovision Song Contest
| Anno | Artista        | Brano       | Finale              | Punti               | Semifinale          | Punti               |
| ---- | -------------- | ----------- | ------------------- | ------------------- | ------------------- | ------------------- |
| 2020 | The Roop       | On Fire     | Edizione cancellata | Edizione cancellata | Edizione cancellata | Edizione cancellata |
| 2021 | The Roop       | Discoteque  | 8º                  | 220                 | 4º                  | 203                 |
| 2022 | Monika Liu     | Sentimentai | 14º                 | 128                 | 7º                  | 159                 |
| 2023 | Monika Linkytė | Stay        | 11º                 | 127                 | 4º                  | 110                 |